# وليم هنري ستافورد الابن
وليم هنري ستافورد الابن (بالإنجليزية: William Henry Stafford Jr.) هو قاضي وضابط ومحامي أمريكي، ولد في 11 مايو 1931 في ماسوري في الولايات المتحدة.